# Йоан Мароти
Йоан Мароти (на унгарски: János Maroti, на хърватски: Иван Моровићки) е унгарски военачалник от хърватски произход на служба при император Сигизмунд Люксембургски. Бан на Мачва (1397 – 1410, 1427 – 1428). Участник в битката при Никопол през 1396 г. и рицар от Ордена на Дракона.

## Кариера
Иван Мароти (Иван Морович) е унгарски благородник, син на Стефан Морович от влиятелната фамилия Морович от района на Срем. Първите споменавания за него са свързани с гражданската война в Унгария и подкрепата му за кралица Мария Унгарска и майка и Елизабет Котроманич. По-късно се сражава на страната на Сигизмунд Люксембургски срещу братята Хорват и се отличава в борбата срещу турците. През 1396 г. Йоан Мароти взема участие в Никополския кръстоносен поход. По заповед на крал Сигизмунд предвожда разузнавателен рейд с отряд от 500 души към бившата българска столица Търново, където са се съсредоточили основните сили на султан Баязид. В сражение със силите на Евренос бей е ранен и се оттегля към Никопол.
През 1397 г. за заслутие си Мароти е назначен за бан на Мачва. Заема тази длъжност, с някои прекъсвания, до 1410 г. и отново през 1427 и 1428 г. През 1408 г. Сигизмунд и съпругата му Барбара фон Цили създават Ордена на Дракона за борба с османските нашественици. Един от първите му рицари става Йоан Мароти. През 1415 г. той е пленен от турците в Босна и изпратен в Константинопол, където остава в плен до 1419 г.
През пролетта на 1427 г. Сигизмунд изпраща Мароти във Влахия в помощ на влашкия воевода Дан II. Целта е да бъде свален от трона братовчедът на Дан – воеводата Раду II Празна глава, който се ползва с военна подкрепа от турците. Императорът поверява командата на войските на Йоан Мароти, като заедно с него са португалският принц Педру де Коимбра и Никола Цаки (член на Ордена на Дракона). Кампанията е успешна и Дан II е възстановен на трона. 
След смъртта му през 1434 г. родът Морович започва да отслабва поради слабостта на неговите наследници и все по-честите османски нашествия.

## Семейство
Мароти има двама сина – Йоан и Ладислав, и дъщеря на име Анна. През 1437 г. Анна Мароти е сгодена за Йоан Коронги, но поради кръвопролитие между семействата им и епископът на Печ, с разрешението на папа Евгений IV, анулира годежа.